# Mare Smythii
Mare Smythii (Mar de Smyth), és un mar lunar localitzat en l'equador lunar, en el costat est de la cara visible de la Lluna. Té un diàmetre de 373 km, i una àrea de 51.950 km², similar a l'àrea de Costa Rica. La conca Smythii, on es localitza el mar, és del període Pre-Nectarià, mentre que el material circumdant és del Nectarià. El material intern del mar és un basalt ric en alumini, que correspon a basalt del període Imbrià Superior cobert amb material de l'Eratostenià.
El cràter Neper, que es troba al nord del mar, forma part de la paret sud del Mare Marginis. Just al nord-oest del cràter es troben els cràters Schubert i Schubert B. La zona fosca en el costat sud del mar és el cràter Kästner.
Va ser nomenat en honor de l'astrònom britànic del segle xix William Henry Smyth.

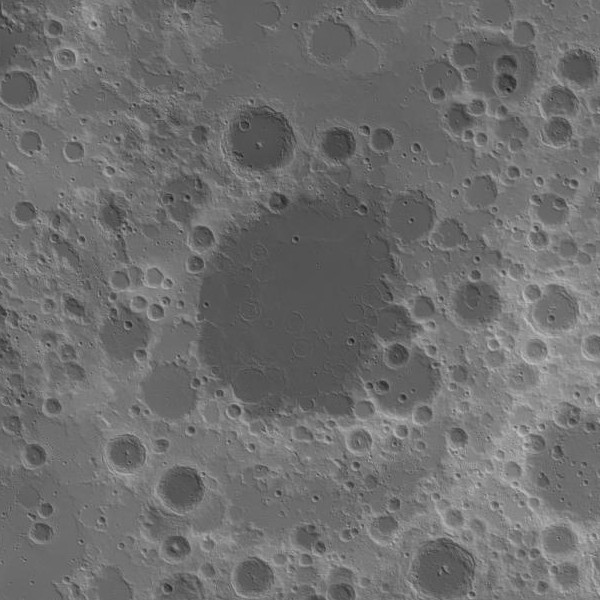
Mapa topogràfiic
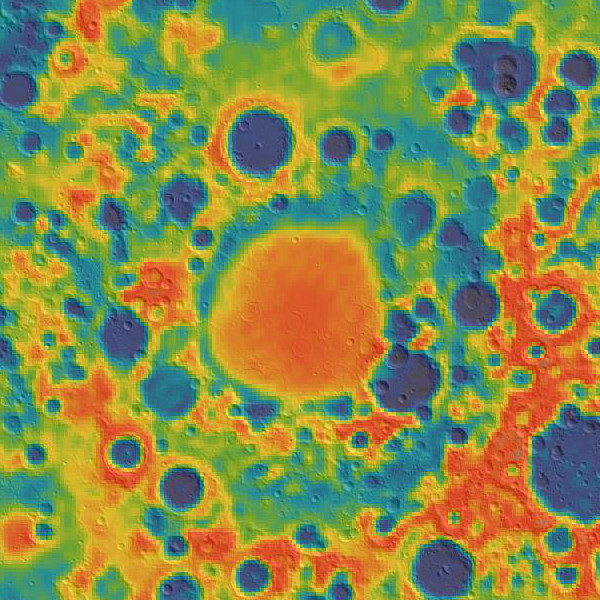
Mapa de la gravetat del GRAIL
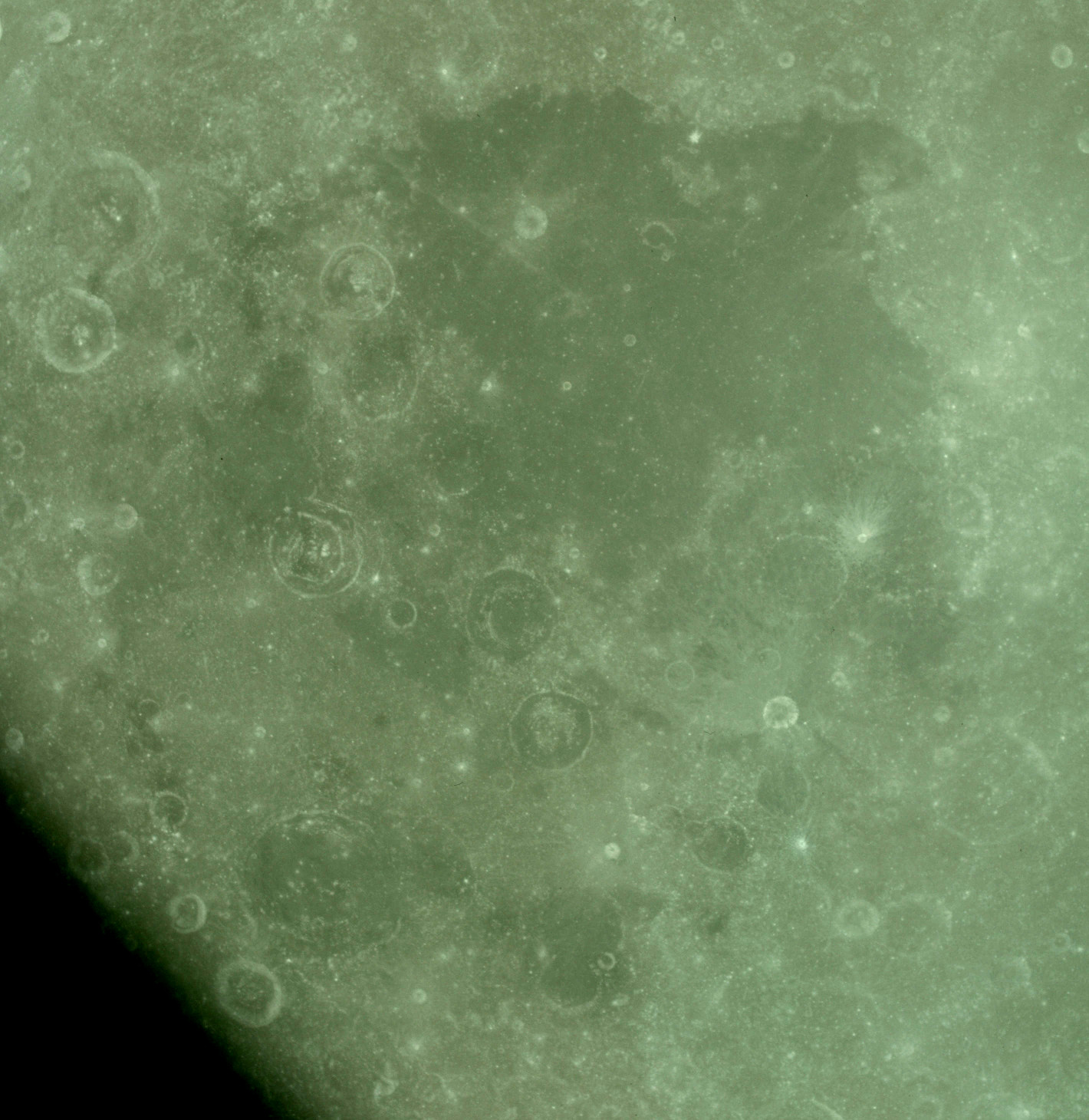
Vista presa per l'Apollo 10
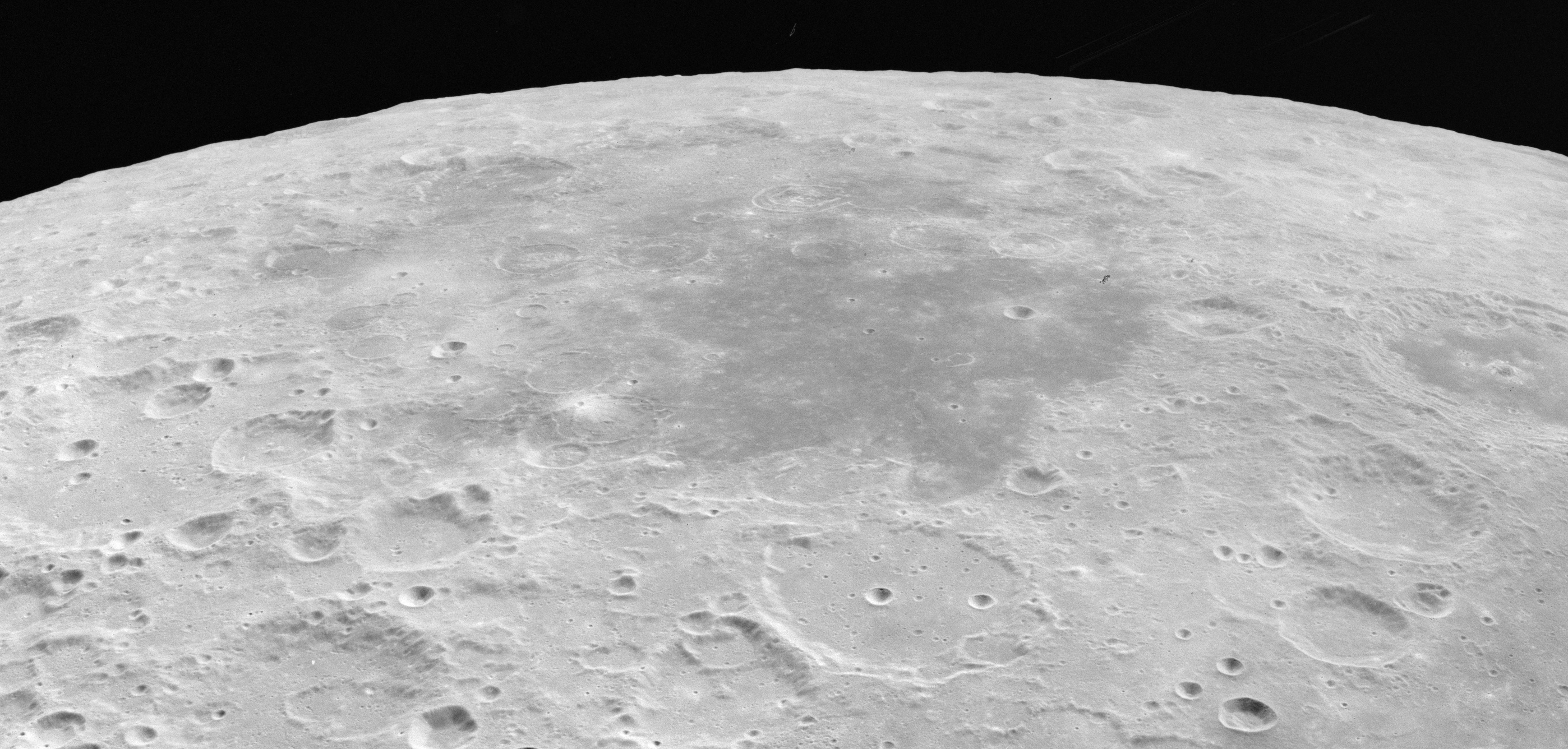
Vista obliqua des de l'Apollo 16